# Michel Miyazawa
Michel Miyazawa (宮澤 ミッシェル, Miyazawa Michel, Chiba, 14 juli 1963) is een Japans voormalig voetballer die als verdediger speelde.

## Clubcarrière
In 1982 ging Miyazawa naar de Kokushikan University, waar hij in het schoolteam voetbalde. Nadat hij in 1985 afstudeerde, ging Miyazawa spelen voor Fujita Industries. In 6 jaar speelde hij er 131 competitiewedstrijden en scoorde 4 goals. Hij tekende in 1992 bij JEF United Ichihara. In 4 jaar speelde hij er 58 competitiewedstrijden en scoorde 2 goals. Miyazawa beëindigde zijn spelersloopbaan in 1995.

## Statistieken

### J.League
| Seizoen | Club                | Competitie | J.League | J.League | J.League Cup | J.League Cup | Totaal | Totaal |
| Seizoen | Club                | Competitie | Wed.     | Dlp.     | Wed.         | Dlp.         | Wed.   | Dlp.   |
| ------- | ------------------- | ---------- | -------- | -------- | ------------ | ------------ | ------ | ------ |
| 1992    | JEF United Ichihara | J1 League  | -        | -        | 9            | 0            | 9      | 0      |
| 1993    | JEF United Ichihara | J1 League  | 19       | 0        | 4            | 0            | 23     | 0      |
| 1994    | JEF United Ichihara | J1 League  | 28       | 2        | 0            | 0            | 28     | 2      |
| 1995    | JEF United Ichihara | J1 League  | 11       | 0        | -            | -            | 11     | 0      |
| Totaal  | Totaal              | Totaal     | 58       | 2        | 13           | 0            | 71     | 2      |